# Данубью
Данубью (Danubyu) - город на юго-западе Мьянмы. Он расположен в районе Маубин административного округа Иравади , на западном берегу реки Иравади.
Наибольшую известность Данубью получил в связи с гибелью при его защите бирманского полководца Бандулы во время Первой англо-бирманской войны.